# Guillem I Tocco
Guillem I de Tocco, era canceller de l'emperador Frederic II i tenia un feu a la Pulla. Fou l'inici de la família sobirana dels Tocco, després comtes de Cefalònia.
Va morir el 1275 i va deixar diversos fills dels quals només interessa Pietro, que va morir abans del 1330 i fou el pare de Guillem II Tocco.